# Găinușa cea roșcată
Găinușa cea roșcată este o poveste tradițională ale cărei origini s-ar afla în Rusia. Cea mai cunoscută versiune este însă versiunea americană a lui Jessie Willcox Smith publicată în 1911.

## Povestea
O găinușă găsește trei boabe de grâu și hotărăște să le planteze. Ea cere ajutor prietenilor ei, dar aceștia o refuză. Așa că găinușa crește ea singură grâul. Pe urmă, tot singură, găinușa face făină, iar apoi, din făină ea face o prăjitură. La fiecare etapă ( cultivare, recolta, macinare, bucatarie), prietenii ei nu vor s-o ajute. Când vine timpul să mănânce prăjitura, toată lumea se îmbulzește. Pentru a le da o lecție, găinușa roșie își mănâncă prăjitura singură.

## Versiuni
În 1934, Disney a lansat un scurtmetraj intitulat O găină înțeleaptă . Este reluată narațiunea poveștii originale, dar prietenii găinii mici sunt Donald Duck și Peter Pig.